# Plaza 25 de Mayo (Rosario)

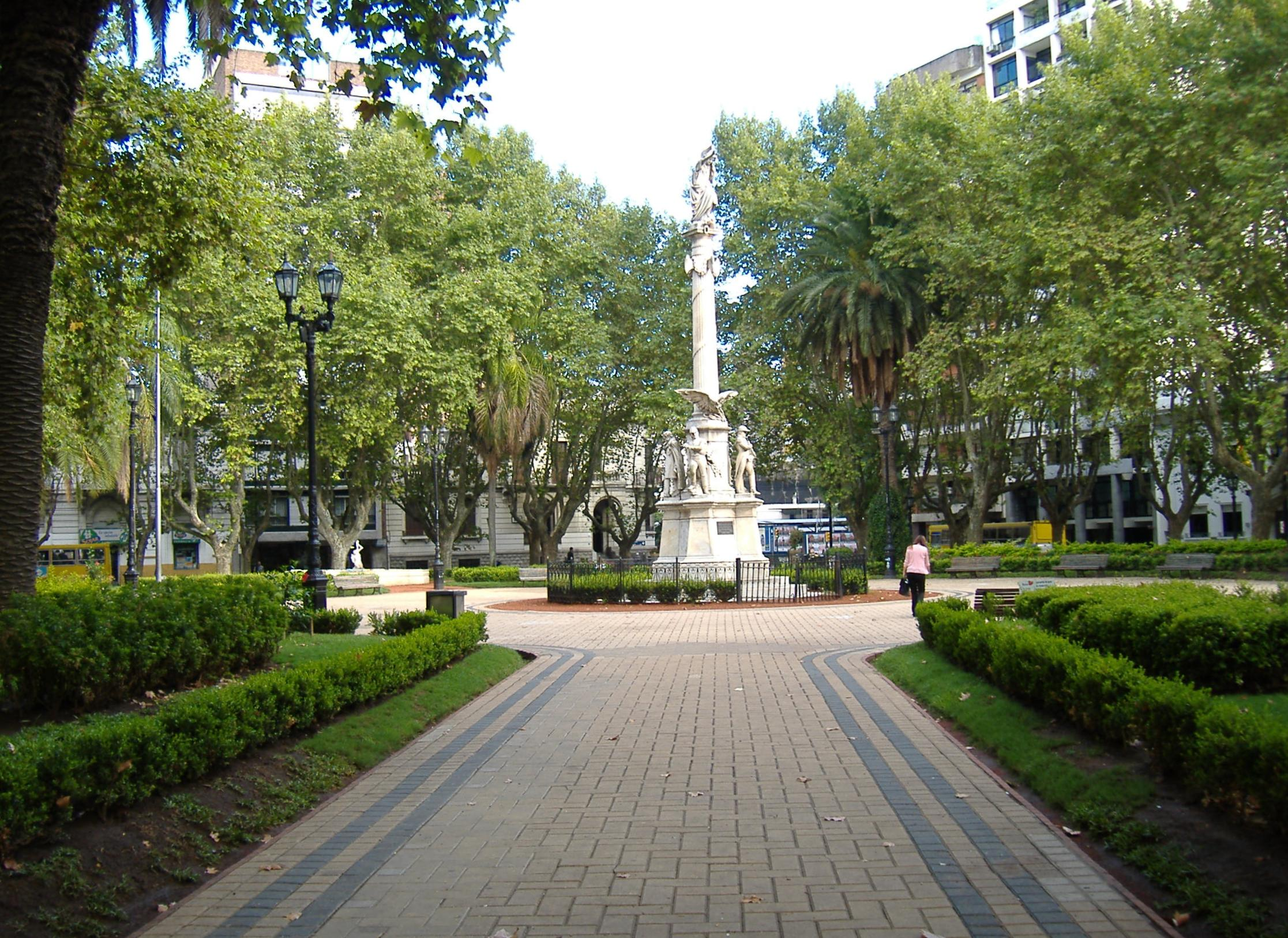
Lado noroeste.

La Plaza 25 de Mayo es una plaza, en la ciudad de Rosario, Santa Fe, Argentina. Está ubicada en el centro cívico de Rosario, y es el núcleo del asentamiento original. Su nombre alude a la fecha de la Revolución de Mayo (25 de mayo de 1810), que condujo al establecimiento del primer gobierno local argentino en Buenos Aires. Antes de 1852, cuando se adoptó este nombre, se llamaba simplemente "Plaza Principal" o "Plaza de Armas".

## Ubicación

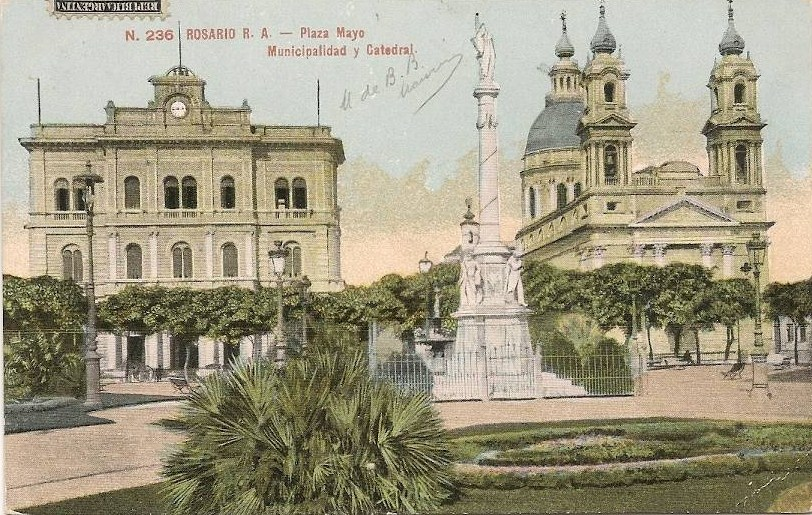
Plaza 25 de Mayo hacia 1910.

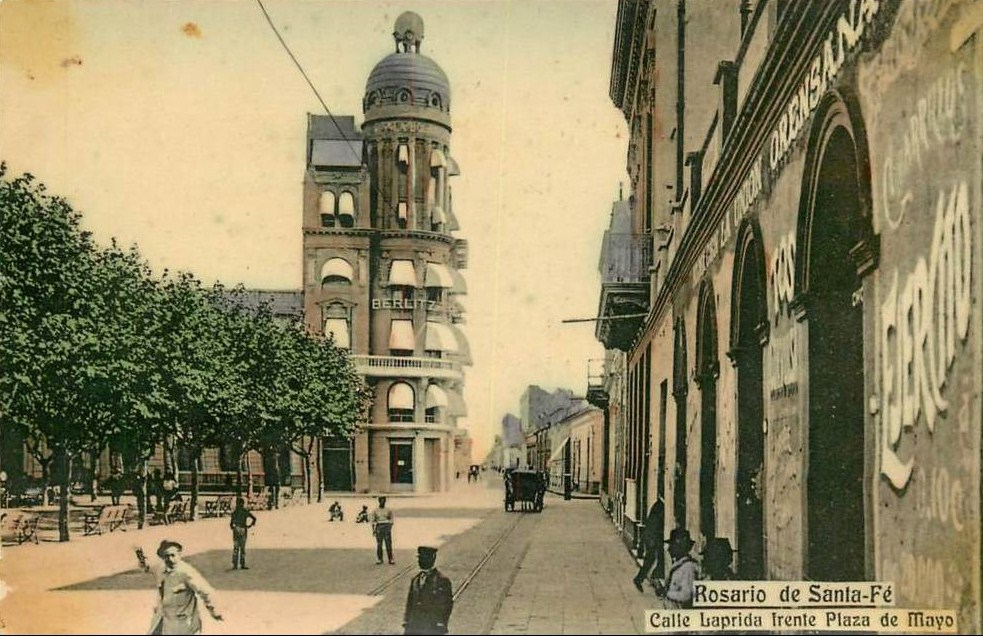
Calle Laprida y "La Bola de Nieve", ca. 1910

La Plaza 25 de Mayo se encuentra en el borde oriental de la actual zona centro de la ciudad, no lejos del río Paraná, y ocupa una manzana definida por las calles Santa Fe, Buenos Aires, Laprida y Córdoba. Al este de la plaza se encuentran la sede de la rama ejecutiva del gobierno municipal de Rosario, edificio conocido como Palacio de los Leones, y la Basílica Catedral de Nuestra Señora del Rosario, sede de la Arquidiócesis de Rosario. Estos edificios se encuentran separados por un pasaje peatonal denominado Pasaje Juramento, que conduce el Monumento a la Bandera. El Monumento y el Propileo se ven claramente desde la plaza. Otros edificios importantes en torno a la plaza son el Correo Central, el edificio conocido como Bola de Nieve y el Museo de Arte Decorativo Firma y Odilo Estévez.

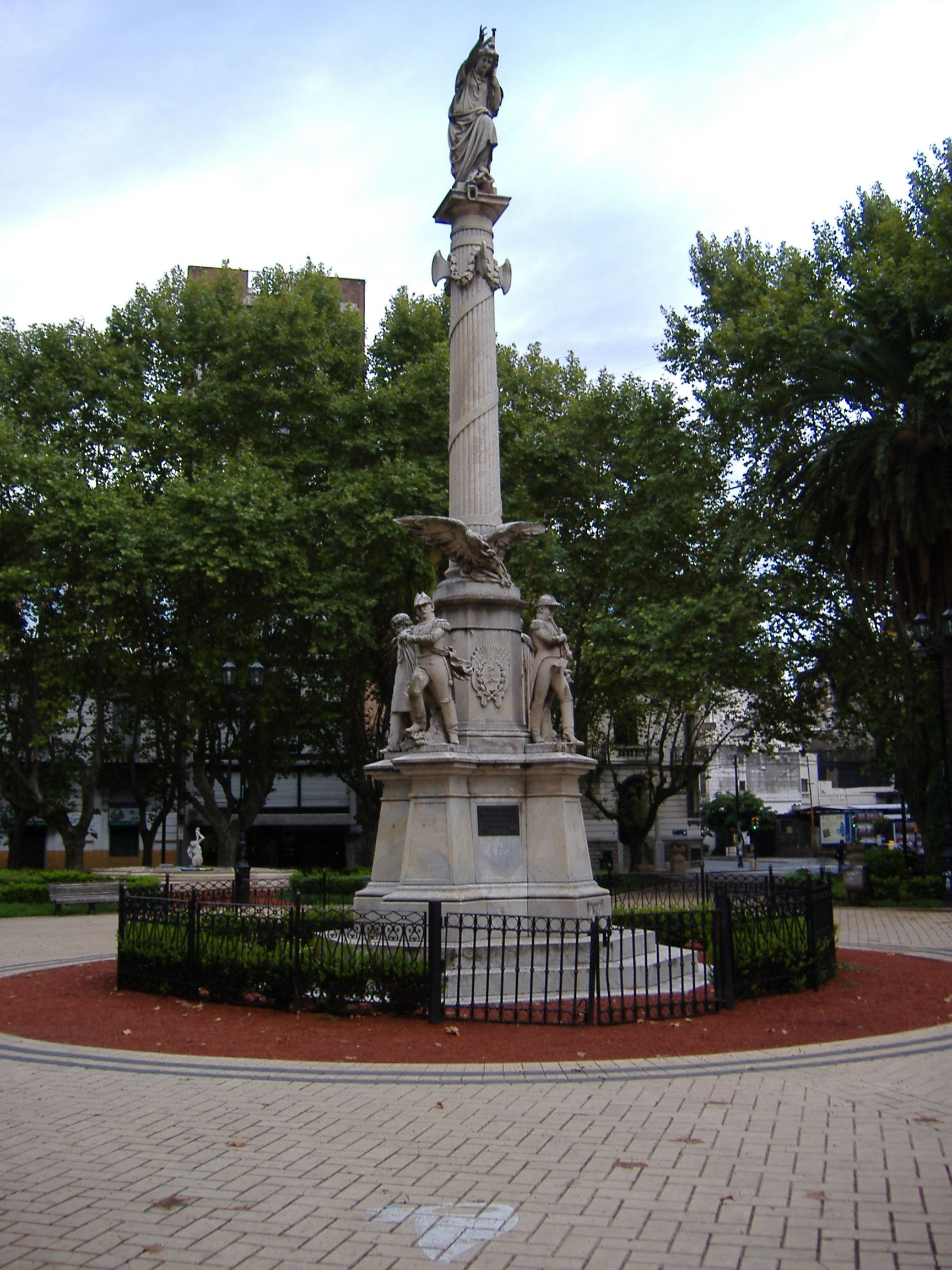
Columna a la Libertad.

En el centro de la plaza hay una monumental columna dedicada a la libertad nacional (Columna a la Libertad), con una estatua que representa la Libertad de pie en la parte superior, y rodeado por las estatuas de los héroes nacionales: José de San Martín y Manuel Belgrano, Mariano Moreno, y Bernardino Rivadavia. El monumento, que data de 1883, fue esculpido por Alejandro Biggi en mármol de Carrara.
Primeramente, su lugar era ocupado por el primer monumento a la Constitución Argentina de 1853, dispuesto el 25 de mayo de 1855.
Todos los jueves, las Madres de la Plaza 25 de Mayo hacen su ronda exigiendo justicia.

## Lugar Histórico Nacional
El 6 de noviembre de 2015 se presentó ante la Cámara de Diputados de la Nación un proyecto para que la plaza sea declarada Lugar Histórico Nacional, en consideración a que «Dicho lugar es un punto de reunión de los organismos de derechos humanos de esa ciudad y donde ya descansan las cenizas de Madres de Plaza de Mayo y las de personas que fueron asesinadas durante la última dictadura cívico -militar.» 
"La Plaza de Las Madres es un lugar de resistencia y vamos a seguir resistiendo mientras vivamos. Cuando muramos, nuestros hijos y nietos marcharán ", dijo Norma Vermeulen en la marcha de junio de 2016.